# Mariana Mantovana
Mariana Mantovana là một đô thị tại tỉnh Mantova trong vùng Lombardia của Italia, có vị trí cách khoảng 110 km về phía đông nam của Milano và khoảng 25 km về phía tây của Mantova. Tại thời điểm ngày 31 tháng 12 năm 2004, đô thị này có dân số 648 người và diện tích là 8,8 km².
Mariana Mantovana giáp các đô thị: Acquanegra sul Chiese, Asola, Piubega, Redondesco.